# 平瀬真由美
平瀬 真由美（ひらせ まゆみ、1969年10月30日 - ）は、日本の女子プロゴルファーである。熊本県熊本市出身。血液型B型。ダイキン工業所属。

## 来歴
熊本市立高等学校卒業。1988年、プロ転向。1989年、ミヤギテレビ杯女子オープンゴルフトーナメントでツアー初優勝。同年計3勝し、年間獲得賞金ランキングで6位に入り、シード権を初めて獲得。
1990年はフジサンケイレディスクラシックで完全優勝。賞金ランク12位で2年連続シード権。
1991年はマルコーレディスで3人プレーオフを制し優勝。賞金ランク11位で3年連続シード権。
1992年は三菱電機レディスゴルフトーナメントで優勝。賞金ランク26位で4年連続シード権。
1993年は4日間大会で公式戦移行前のワールドレディスゴルフトーナメントで足立香澄とのプレーオフを制し優勝。KOSE・JUNON女子オープン、富士通レディースと合わせて3勝し、年間獲得賞金8,147万円余で初の賞金女王となる。
1994年はNEC軽井沢72ゴルフトーナメントで完全優勝。TaKaRa WORLD INVITATIONAL優勝。とりわけ大王製紙エリエール女子オープンゴルフトーナメントとJLPGA明治乳業カップ年度最優秀女子プロ決定戦は2週連続優勝を果たし、塩谷育代を約400万円上回って6,981万円余で2年連続の賞金女王となる。
1995年は東都自動車レディースプロゴルフトーナメント、ダンロップツインレイクスレディスオープン、NEC軽井沢72と3勝を挙げ、前年を上回る7,371万円余を獲得するも僅差で塩谷に届かず賞金ランク2位となる。
1996年からアメリカツアーに参戦。同年、日本で行われたアメリカ女子ツアー東レジャパンクイーンズで初優勝を果たした。
1999年に大王製紙エリエールレディス、2000年にフジサンケイレディスクラシックで優勝。日本海外で合計19勝。
2000年5月に外科医の男性と結婚し、日本に拠点を戻した。現在は愛媛県松山市在住、4児の母である。
2023年6月に宮地エンジニアリング株式会社社外取締役に就任。

## 人物・逸話
- 姉・哲子 (さとこ) もプロゴルファーであり、哲子の娘 (すなわち真由美の姪)・竹田麗央はアマチュア時代に出場した2021年4月のKKT杯バンテリンレディスオープンで4位となり[2]、2022年にプロ入りした後、2024年4月の同大会でツアー初優勝を飾った[3]。

## 表彰
- 報知プロスポーツ大賞
  - 女子ゴルフ (1994年)[4]